# Kompas żyroskopowy

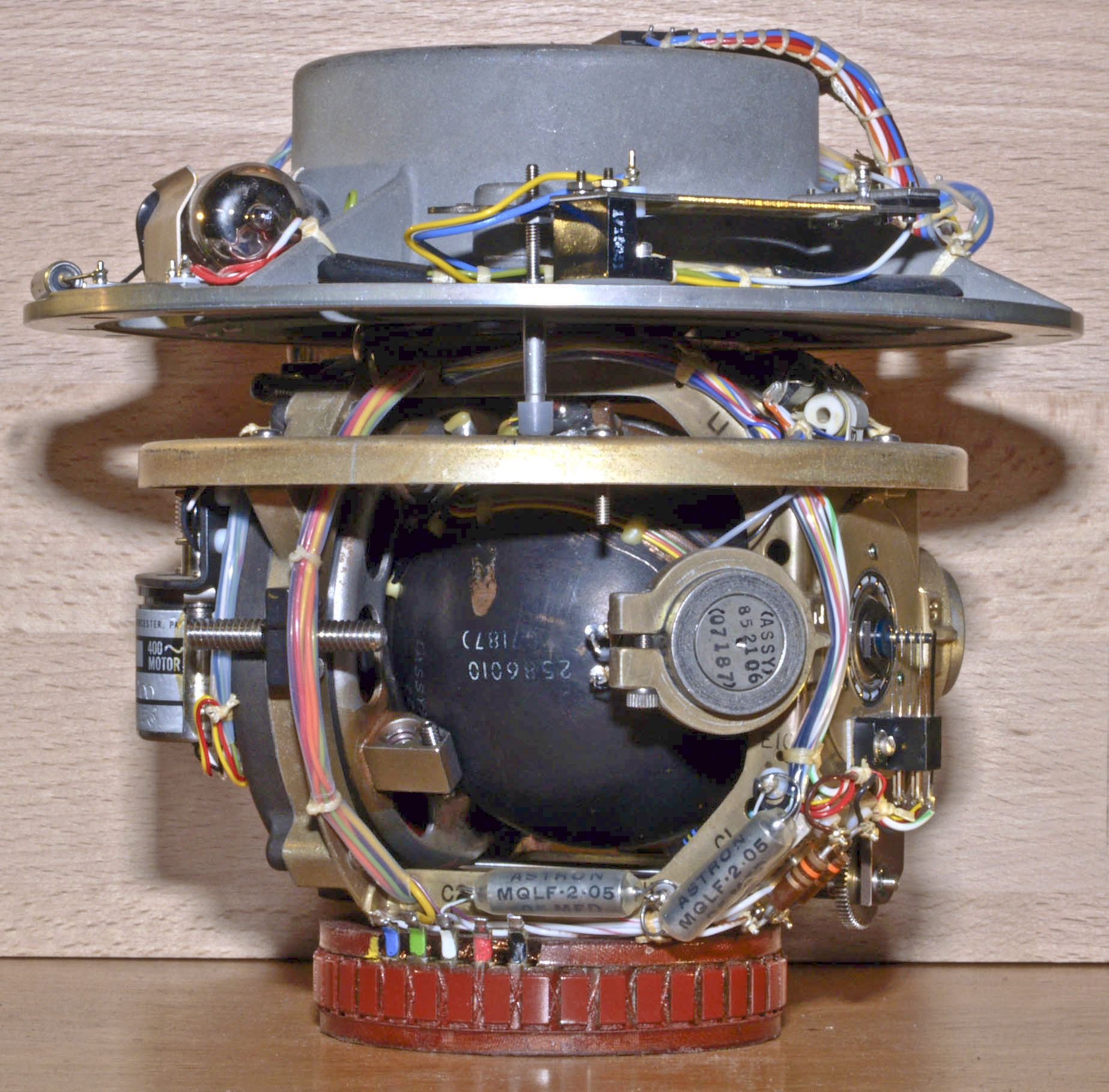
Kompas żyroskopowy

Kompas żyroskopowy morski lub żyrokompas (także girokompas, żyrobusola) – elektromechaniczne urządzenie służące do wskazywania kursu, wykorzystujące właściwości żyroskopu. Kompas żyroskopowy (morski) stanowi historycznie pierwszy, najprostszy, niepełny jeszcze system nawigacji bezwładnościowej.
Konstrukcja żyroskopu została opatentowana w 1885 przez Martinusa van den Bosa, ale nie zdołał on nigdy wybudować prawidłowo działającego modelu. Natomiast pierwszy działający model żyroskopu (pokazujący północ) został skonstruowany przez Hermanna Kaempfego w 1903, jednak wcześniej, bo w 1890 Arthur Krebs zbudował eksperymentalny żyroskop (który nie wskazywał geograficznej północy).

## Zasada działania
Środek ciężkości żyroskopu o trzech stopniach swobody przesunięty jest w dół w stosunku do środka zawieszenia, tworząc wahadło żyroskopowe z okresem Schulera (około 84 minut, co minimalizuje wpływ przyśpieszeń poziomych) oscylacji nietłumionych. Ruch tego wahadła tłumiony jest przez tłumik cieczowy lub inny. W efekcie oddziaływania krętu żyroskopu z ruchem obrotowym Ziemi i momentem od siły ciężkości oś wirowania żyroskopu ulega precesji, a jej kierunek oscyluje wokół kierunku osi wirowania Ziemi. W wyniku tłumienia początkowe oscylacje kierunku osi wirowania żyroskopu po pewnym czasie (po kilku godzinach) zanikają i pokrywa się ona z osią obrotu Ziemi, bez względu na warunki początkowe. W ten sposób uzyskuje się element pomiarowy, wskazujący północ geograficzną. Element ten jest wbudowany w odpowiedni układ śledzący, poruszający wskaźniki i odbiorniki – takie jak repetytory (powtarzacze) żyrokompasu, człony wejściowe radaru czy autopilota.
Obecnie stosowane są także żyrokompasy laserowe, wykorzystujące te same fundamentalne prawa i wskazujące północ geograficzną.
Żyroskopy nie są stosowane w lotnictwie (ze względu na prędkość samolotu i wynikające stąd konieczne korekcje, dyskwalifikujące pomiar), a wyłącznie, jak dotąd, na statkach. W lotnictwie stosowane są urządzenia zwane żyrokompasami, ale bez elementu szukającego „z zasady” północy geograficznej, lecz naprowadzane na kierunek północy magnetycznej, lub wcale nie korygowane, lecz pamiętające przez pewien ograniczony czas wprowadzony jako wielkość początkową kierunek. Nie są to jednak ściśle mówiąc kompasy, lecz żyroskopowe wskaźniki kursu.

### Zalety żyrokompasu
- niewrażliwość na wpływ mas magnetycznych i zakłóceń pola magnetycznego.
- pokazywanie bieguna geograficznego a nie bieguna geomagnetycznego (nie dotyczy żyrokompasu lotniczego)
- szybkość reakcji, brak oscylacji wskazań przy zmianie kursu.

### Wady żyrokompasu
- zależność od zasilania
- stosunkowo długi (rzędu 3–6 godzin) czas ustawiania się we właściwym położeniu po włączeniu zasilania
- duże wartości błędów zmiennych (oscylacje) wywoływanych gwałtownymi manewrami statku
- skomplikowany mechanizm.